# Apristurus atlanticus
Apristurus atlanticus es una especie de peces de la familia Scyliorhinidae en el orden de los Carcharhiniformes.

## Morfología
Puede alcanzar los 68 cm de largo total en el caso de los machos y los 67 en el de las  hembras.

## Reproducción
Es ovíparo.

## Distribución geográfica
Se encuentra en las  costas del  Atlántico occidental (Massachusetts, Delaware y norte del Golfo de México) y del  Atlántico oriental (Islandia, sudoeste de Irlanda, Islas Canarias y el Archipiélago de Madeira).